# Плетенской, Павел Васильевич
Па́вел Васи́льевич Плетенско́й (1918—2000) — капитан Советской Армии, участник Великой Отечественной войны, Герой Советского Союза (1945).

## Биография
Павел Плетенской родился 27 августа 1918 года в селе Криница (ныне — Острогожский район Воронежской области). После окончания семи классов школы занимался в политпросветшколе. В 1939 году Плетенской был призван на службу в Рабоче-крестьянскую Красную Армию. С начала Великой Отечественной войны — на её фронтах. В боях два раза был ранен.
К январю 1945 года гвардии капитан Павел Плетенской командовал батарей противотанковых орудий 1-го мотострелкового батальона 34-й гвардейской мотострелковой бригады 12-го гвардейского танкового корпуса 2-й гвардейской танковой армии 1-го Белорусского фронта. Отличился во время освобождения Польши. 21 января 1945 года батарея Плетенского принимала активное участие в освобождении Иновроцлава, 24 января — Чарнкува. Во время переправы советских частей через реку Нотець батарея Плетенского успешно прикрывала её, уничтожив около 15 огневых точек, 25 автомашин, 2 склада, около 100 солдат и офицеров противника.
Указом Президиума Верховного Совета СССР от 27 февраля 1945 года за «образцовое выполнение боевых заданий командования на фронте борьбы с германским фашизмом и проявленные при этом отвагу и геройство» гвардии капитан Павел Плетенской был удостоен высокого звания Героя Советского Союза с вручением ордена Ленина и медали «Золотая Звезда» за номером 5737.
В 1945 году Плетенской окончил Ленинградскую высшую артиллерийскую школу. В 1946 году он был уволен в запас. Проживал и работал в Клину. Умер 7 февраля 2000 года, похоронен на Белавинском кладбище Клина.
Был также награждён орденом Красного Знамени, двумя орденами Отечественной войны 1-й степени, орденами Отечественной войны 2-й степени и Красной Звезды, рядом медалей.